# Boom Bang-a-Bang
„Boom Bang-a-Bang“ је песма коју је снимила шкотска певачица Лулу. Песму су написали Алан Мурхаус и Питер Ворн. Била је то песма Уједињеног краљевства на такмичењу за песму Евровизије 1969. одржаном у Мадриду. Била је заједнички победник са још три дела: Саломе: „Vivo cantando“ за Шпанију, Лени Кур: „De troubadour“ за Холандију и Фрида Бокара: „Un jour, un enfant“ за Француску.
Лирски, песма је молба певачице њеном љубавнику да је „чврсто мази”. Затим наставља да објашњава да „моје срце куца boom bang-a-bang boom bang-a-bang кад си близу“, заједно са одговарајућом музичком пратњом. Сингл је заузео 2. место на UK Singles Chart и био је велики хит широм Европе.
Више од две деценије након свог првог издања, песма је уврштена на црну листу забрањених песама (звучи експлозивно) коју је објавио BBC током Заливског рата 1991. године.
Boom Bang-A-Bang је такође био назив једночасовног програма BBC 1 који је направљен за прославу педесет година Песме Евровизије 2006 године. Емитован током недеље Евровизије те године, специјал је водио сер Тери Воган и садржао је архивске снимке и најзанимљивије делове прошлих такмичења, заједно са извођењем Даза Сампсона те године у Великој Британији.
Песма је тема за серијал BBC Three Him &amp; Her (2010).

## Листе популарности
| Листе (1969)                         | Место |
| ------------------------------------ | ----- |
| Аустралија (Kent Music Report)       | 15    |
| Аустрија (Ö3 Austria Top 40)         | 10    |
| Белгија (Ultratop)                   | 4     |
| Данска (Hitlisten)                   | 9     |
| Финска (The Official Finnish Charts) | 10    |
| Ирска (IRMA)                         | 1     |
| Холандија (Dutch Top 40)             | 19    |
| Холандија (Dutch Single Top 100)     | 19    |
| Нови Зеланд (RIANZ)                  | 5     |
| Норвешка (VG-lista)                  | 1     |
| Шпанија (Promusicae)                 | 5     |
| Швајцарска (Swiss Hitparade)         | 3     |
| UK Singles (OCC)                     | 2     |
| Западна Немачка (Musikmarkt)         | 8     |